# Cuộc chiến tình yêu
Cuộc chiến tình yêu (tựa gốc: This Means War) là một phim hài lãng mạn gián điệp của Mỹ năm 2012 do McG đạo diễn, kể về hai điệp viên CIA - hai người bạn thân của nhau cùng khám phá ra họ đang hẹn hò với cùng một người phụ nữ. Phim có sự tham gia của Reese Witherspoon, Chris Pine, và Tom Hardy.

## Nội dung
Hai đặc vụ CIA đồng thời là đôi bạn thân Franklin "FDR" Foster và Tuck Hansen được cử đến Hồng Kông để ngăn chặn tên tội phạm quốc tế Karl Heinrich buôn bán vũ khí hủy diệt hàng loạt, nhiệm vụ đã thất bại, gây ra cái chết của Jonas, em trai của Heinrich. Heinrich thề sẽ trả thù cho em trai mình. Khi trở về Mỹ, FDR và Tuck được cấp trên cho làm công việc bàn giấy để bảo vệ họ.
Tuck thấy một trang web hẹn hò trực tuyến, anh đăng ký và được đề xuất với Lauren Scott, một cô giám đốc sản xuất. Trish, bạn thân của Lauren, cũng đã đăng thông tin của Lauren lên trang web hẹn hò. Tuck và Lauren hẹn gặp nhau tại quán cà phê. FDR gặp được Lauren trong cửa hàng băng đĩa và tán tỉnh cô, không biết rằng cô đang hẹn hò với Tuck. FDR đến công ty của Lauren để thuyết phục cô đi chơi với mình. FDR và Tuck phát hiện ra họ đang hẹn hò với cùng một người phụ nữ. Họ thỏa thuận không cho cô ta biết là họ quen nhau, không can thiệp vào cuộc hẹn của người kia và không quan hệ tình dục với cô ta, để cô ta lựa chọn một trong hai người. Lauren cảm thấy tội lỗi vì hẹn hò với cả hai người đàn ông, nhưng Trish thuyết phục cô hãy tiếp tục như thế đến khi chọn được người thích hợp nhất. Lauren cho bản thân mình một tuần để suy nghĩ kỹ.
FDR và Tuck bí mật gắn camera và máy nghe trộm trong nhà Lauren để theo dõi cô. Hai đặc vụ CIA còn ra lệnh cho cấp dưới điều tra về sở thích của Lauren. Họ nghe Lauren nói với Trish rằng cô sẽ quan hệ tình dục với cả hai người đàn ông để chọn người thích hợp nhất. Điều này dẫn đến việc FDR và Tuck quấy phá lẫn nhau, không cho người kia có cơ hội làm tình với Lauren. Lauren mời Tuck đi ăn trưa, đúng lúc đó FDR phát hiện ra Heinrich đang ở trong thành phố này. Anh đến nhà hàng để cảnh báo Tuck nhưng Tuck không tin. Hai người đàn ông xảy ra ẩu đả, Lauren nổi giận bỏ đi sau khi biết họ là bạn thân. Trish đến đón Lauren, sau đó hai người phụ nữ đều bị Heinrich bắt giữ.
FDR và Tuck đuổi theo Heinrich, giải cứu hai người phụ nữ. Nghe lời khuyên của Lauren, cả hai bắn vào đèn trên chiếc xe SUV của Heinrich, túi khí phồng lên khiến Heinrich mất kiểm soát. Chiếc SUV lao thẳng về phía Lauren, FDR và Tuck đứng hai bên đường bảo cô chạy đến bên họ. Lauren đã chạy đến bên FDR, sau đó chiếc SUV bay ra khỏi đường cao tốc, giết chết Heinrich. Lauren đã chọn FDR, Tuck chúc mừng anh ta, hai người khẳng định họ vẫn mãi là bạn thân. Tuck trở về nhà nối lại tình cảm với người vợ cũ Katie.
Một thời gian sau, FDR và Tuck đi làm nhiệm vụ mới. Họ chuẩn bị nhảy dù khỏi máy bay trực thăng CH-47 Chinook, FDR nói rằng anh sắp cưới Lauren và sẽ cho Tuck làm phù rể. FDR cũng tiết lộ rằng ngày xưa anh đã từng làm tình với Katie trước khi cô ta gặp Tuck. Tuck tức giận tấn công FDR và hai người rơi ra khỏi chiếc trực thăng.